# حلزون‌ماهی آرواره‌چروک
حلزون‌ماهی آرواره‌چروک (نام علمی: Prognatholiparis ptychomandibularis) نام یک گونه از تیره حلزون‌ماهی است.